# Coppa CEV 2002-2003 (femminile)
La Coppa CEV di pallavolo femminile 2002-2003 è stata la 23ª edizione del terzo torneo pallavolistico europeo per squadre di club; iniziata con la fase a gironi il 2 novembre 2002, si è conclusa con la final-four di Perugia, in Italia, il 9 marzo 2003. Al torneo hanno partecipato 56 squadre e la vittoria finale è andata per la prima volta all'AGIL Volley.

## Squadre partecipanti
| - Ávila - Știința Bacău - Balakovskaja AĖS - Rosenlund Ballerup - Atlant Baranoviči - Universitet-Technolog - Benidorm - BKS - Kovrovschik Brest - Pałac Bydgoszcz - Dauphines Charleroi - Famalicense - Metal Galați - Holte | - Igman Ilidža - Ti-Volley Innsbruck - Jiko - Karşıyaka - ŽOK Polo Kalesija - Katrineholms VK - Kocaelispor - La Rochette - Las Palmas - Longa'59 - Apollōn Limassol - ASKÖ Linz-Steg - Vital - BTV Lucerna | - Stal Mielec - Formis - Minčanka - SREM - ASPTT Mulhouse - Münster - Intercollege Nicosia - AGIL - Olomouc - Volco - Sirio Perugia - Petrom Ploieşti - Clube K - Olimpia Ravenna | - Riehen - Rijeka - Viesti Salo - Filathlītikos Salonicco - Dobrinja - Kometal Student - Jelovica Tuzla - Ulm - Vrilīssiōn - Weert - RSR Walfer - Yeşilyurt - Mosan Yvoir - ZDIA Zaporižžja |

## Primo turno

### Squadre qualificate
- Rosenlund Ballerup
- Benidorm
- Riehen
- Dobrinja

## Secondo turno

### Squadre qualificate
| - Ávila - Pałac Bydgoszcz - Metal Galați - Karşıyaka - Las Palmas - Stal Mielec | - ASPTT Mulhouse - Münster - Olomouc - Olimpia Ravenna - Filathlītikos Salonicco - Yeşilyurt |

## Ottavi di finale

### Squadre qualificate
- Ávila
- Universitet-Technolog
- Las Palmas
- Stal Mielec
- Münster
- AGIL
- Sirio Perugia
- Olimpia Ravenna

## Quarti di finale

### Squadre qualificate
| - Ávila - Las Palmas - AGIL - Sirio Perugia |

## Final-four
La final four si è disputata a Perugia ( Italia) al PalaEvangelisti. Le semifinali si sono giocate l'8 marzo mentre le finali per il terzo e il primo posto il 9 marzo.

### Finali 1º - 3º posto
|  | Semifinali    | Semifinali    | Semifinali |      |            | Finale 1º/2º posto | Finale 1º/2º posto | Finale 1º/2º posto |  |
|  |               |               |            |      |            |                    |                    |                    |  |
|  | Sirio Perugia | Sirio Perugia | 1          |      |            |                    |                    |                    |  |
|  | Sirio Perugia | Sirio Perugia | 1          |      |            |                    |                    |                    |  |
|  | Las Palmas    | Las Palmas    | 3          |      |            |                    |                    |                    |  |
|  | Las Palmas    | Las Palmas    | 3          |      | Las Palmas | Las Palmas         | 0                  |                    |  |
|  |               |               |            |      | Las Palmas | Las Palmas         | 0                  |                    |  |
|  |               |               | AGIL       | AGIL | 3          |                    |                    |                    |  |
|  | AGIL          | AGIL          | AGIL       | AGIL | 3          | 3                  |                    |                    |  |
|  | AGIL          | AGIL          |            |      |            | 3                  |                    |                    |  |
|  | Ávila         | Ávila         | 0          |      |            | Finale 3º/4º posto | Finale 3º/4º posto | Finale 3º/4º posto |  |
|  | Ávila         | Ávila         | 0          |      |            |                    |                    |                    |  |
|  |               |               |            |      |            |                    |                    |                    |  |
|  |               |               |            |      |            | Sirio Perugia      | Sirio Perugia      | 3                  |  |
|  |               |               |            |      |            | Sirio Perugia      | Sirio Perugia      | 3                  |  |
|  |               |               |            |      |            | Ávila              | Ávila              | 0                  |  |